# Eleanor Taylor Bland
Eleanor Taylor Bland (Boston, 31 dicembre 1944 – Waukegan, 2 giugno 2010) è stata una scrittrice statunitense di origine afroamericana, nota soprattutto per i suoi romanzi gialli che hanno per protagonista la detective Marti MacAlister.

## Biografia
Eleanor Taylor Bland nacque il 31 dicembre 1944 a Boston, in Massachusetts, dove passò la sua giovinezza. Figlia del tassista Leroy e della casalinga Mildred Taylor, all'età di quattordici anni sposò il marine Walter Bland e si trasferì a Naval Station Great Lakes, Illinois, dove il marito risiedeva. La coppia ebbe due figli e il matrimonio durò per trentuno anni. In seguito al divorzio la vita di Eleanor cambiò profondamente e fu segnata dal costante tentativo di abituarsi al nuovo status. 
Nel corso degli anni settanta le venne diagnosticata la Sindrome di Gardner e i dottori le dettero non più di due anni di vita. Riuscì a sopravvivere, ma non sconfisse mai del tutto il cancro.
Nel 1981 si laureò in contabilità alla Southern Illinois University e fino al 1999 lavorò come impiegata presso i Laboratori Abbot. Durante questo periodo scoprì la sua vocazione di scrittrice e iniziò a comporre storie brevi per alcune antologie. Il suo interesse si spostò verso il genere del romanzo, in particolare quello giallo, dove creò la figura della sua eroina Marti MacAlister. Nonostante la malattia, nel 2001 si dedicò alla scrittura con un ritmo serrato, procedendo in maniera intuitiva e rispettando i tempi e i processi del suo subconscio, come lei stessa affermò.
Oltre a due figli, Bland ebbe numerosi nipoti. L'attaccamento alla famiglia influenzò notevolmente la sua produzione: le questioni famigliari sono un tema ricorrente in tutte le sue opere letterarie. Quando durante un'intervista le venne chiesto cosa facesse nel suo tempo libero, Bland rispose «Nipoti, nipoti, nipoti», aggiungendo che grazie a loro riusciva a restare al passo con i tempi.
Durante la sua carriera ricevette diversi premi e onorificenze, come il Pen Oakland Josephine Miles Literary Award e il Chester A. Himes Mystery Fiction Award. Fu membro del consiglio amministrativo del Mystery Writers of America, socia fondatrice e segretaria delle Sisters in Crime, e prese parte al consiglio onorario per la restaurazione del Genesee Theater. 
Bland dimostrò il suo impegno sociale difendendo le minoranze, garantendo sostegno a enti che offrivano assistenza e alloggi temporanei a donne sole con figli, come la Staben House, e aderendo ad associazioni contro la violenza sessuale, come il Lake County Council.
Durante gli ultimi anni della sua vita risiedette a Waukegan, in Illinois, dove morì a causa della Sindrome di Gardner il 2 giugno 2010 al Vista Medical Center East.

## La serie di Marti MacAlister
Il corpus letterario di Eleanor Taylor Bland è costituito da diverse storie brevi contenute in antologie realizzate in collaborazione ad altre autrici, come The Night Awakens, edita da Mary Higgins Clark, e dalla serie poliziesca avente come protagonista Marti MacAlister.
Nel 1992 fu pubblicato il primo romanzo della serie, Dead Time, ma fu in realtà il secondo volume, Slow Burn, ad essere stato scritto per primo. La serie è costituita da quattordici romanzi gialli, pubblicati all'incirca uno ogni anno, in cui sono narrate le indagini della detective afroamericana Marti MacAlister, trasferitasi da Chicago nella piccola città di Lincoln Prairie, in Illinois. Il suo stile di vita urbano e scaltro si scontra con quello più provinciale del nuovo collega Matthew (Vik) Jessenovik, americano di origini polacche. Fu la stessa Bland a precisare come i due personaggi fossero la carta vincente della serie e tale opinione fu condivisa dalla critica.
I romanzi, come affermò la stessa Bland, possono essere letti autonomamente perché ogni storia ha una sua completezza, nonostante vi siano personaggi che ricorrono in più di un romanzo, come nel caso delle amicizie di Marti o dei bambini che la detective aiuta.
La struttura è molto simile in tutti i quattordici volumi che compongono la serie: Marti lavora ad un caso al quale se ne affianca un altro spesso connesso, e nel frattempo si inseriscono trame secondarie che coinvolgono i famigliari della protagonista, Vik e vecchie amicizie di Marti.
In Tell No Tales, ad esempio, non solo le vicende private dei due detective costituiscono il filone centrale delle trame secondarie, ma si riflettono nello stesso rapporto di Marti e Vik. La donna cerca di adattarsi alla nuova vita coniugale derivata dal suo recente secondo matrimonio, mentre Jessenovik è alle prese con la malattia che pian piano sta distruggendo la vita di sua moglie, la sclerosi multipla; nel frattempo gli indizi nell'indagine dell’omicidio coinvolgono un vecchio poliziotto e ciò induce i due colleghi a una reciproca rivalutazione della loro relazione professionale.
L'undicesimo romanzo della serie, Fatal Remains, intreccia temi che fino ad allora non erano stati toccati dall'autrice: l'elemento soprannaturale, il rispetto degli antenati e la schiavitù. Al centro del volume è la vicenda di una famiglia discendente da un colono che risiedeva nella zona abitata dalla tribù degli Indiani Potawatomi, collegata alla Underground Railroad.
Nel dodicesimo volume, A Cold and Silent Dying, si vede invece per la prima volta Marti in difficoltà sul posto di lavoro, a causa della tendenza della nuova tenente, anche lei afroamericana, a sminuire il successo lavorativo e le abilità della protagonista.

### Temi e caratteristiche principali
Elementi peculiari dello stile dell'autrice sono la descrizione delle relazioni umane della protagonista, l'utilizzo dei rapporti familiari di Marti come filo conduttore tra i romanzi, e una buona dose di critica sociale. Oltre a divertire i lettori, Bland li sensibilizzava su tematiche che le stavano a cuore, come il vagabondaggio, il razzismo, la malattia e le difficoltà delle persone povere. Bland riteneva che affrontare queste delicate tematiche fosse importante per rendere giustizia a chi normalmente non aveva voce nella società. In questa categoria rientrano spesso le vittime degli omicidi che Marti deve risolvere. Uno degli informatori principali di Marti è un senzatetto, che la detective si ritrova a difendere dai commenti spiacevoli dei suoi colleghi per via della sua insinuata inaffidabilità.
L'autrice mostra inoltre un occhio di riguardo per i bambini e gli adolescenti collocati ai margini della società, di cui spesso sono vittime. Gone Quiet e Keep Still sono solo due esempi in cui i ragazzi sono l'oggetto dell'efferatezza dei criminali in cui Marti s'imbatte: nel primo il diacono di una chiesa battista è un pedofilo, mentre nel secondo un bambino scomparso viene abusato da due persone che in seguito verranno assassinate.
Bland considerò il giallo come il genere perfetto per portare all'attenzione del grande pubblico queste problematiche: attraverso le sue opere esplora le differenze sociali, indipendentemente dalla razza di appartenenza.

### Il personaggio di Marti
Marti è una detective afroamericana e all'interno del Dipartimento di polizia è una delle pochissime donne. Nonostante le somiglianze tra l'autrice e la sua eroina, specialmente nella comune origine e nella qualità della tenacia, Bland non modella a propria immagine e somiglianza il personaggio di Marti, intendendo soprattutto creare una figura carismatica e positiva, che i lettori potessero apprezzare, e con cui potessero identificarsi.
Marti, nella sua abilità di destreggiarsi tra i problemi e le innumerevoli responsabilità, riflette la condizione di molte donne contemporanee. Ma, assumendo anche scelte poco comuni, come quella di mantenersi casta fino al matrimonio, risulta un po' controcorrente rispetto alla realtà del tempo, e oggetto di potenziali divergenze con i lettori.
L'origine di Marti nasce dalla volontà dell'autrice di porre al centro della storia un personaggio appartenente a una minoranza etnica. Come disse alla giornalista Rosalind Bently: «Penso che le minoranze siano davvero trascurate nella maggior parte dei casi, ma trattare dell'argomento consente di aiutare gente in difficoltà. Voglio che le minoranze vengano messe al centro dell'attenzione».

### I rapporti tra i personaggi
Per costruire la serie di Marti MacAlister, l'autrice ha trovato ispirazione anche nelle sue esperienze personali e nei suoi ricordi.
I rapporti interpersonali della detective Marti consentono all'autrice di esplorare varie questioni e di concretizzare uno dei suoi obiettivi primari, ovvero la critica sociale. Attraverso il personaggio di Vik, Bland affronta il tema del pregiudizio e in generale del razzismo, anche se il principale problema di Vik non risulta essere quest'ultimo, bensì la presenza di una partner donna. Nonostante alcune difficoltà iniziali, Marti e il collega riescono ad accettarsi reciprocamente e ad accogliere le idee l'una dell'altro: attraverso questa coppia Bland propone il miglioramento dei rapporti multiculturali all'interno della società. Per quanto il razzismo sia trattato come un problema che coinvolge i due detective, Bland non giunge mai ad insinuare che la polizia, intesa come istituzione politica statale, sia razzista o sessista, ed assume quindi una posizione differente da quella di molte altre scrittrici afroamericane.
Dai rapporti famigliari di Marti, con la madre e la figlia in particolare, traspare come l'intesa e la solidarietà tra donne rappresentino per lei le fonti principali di emancipazione. Mama Mac costituisce un solido punto di riferimento per Marti, che a sua volta dà supporto psicologico alla figlia Joanna, ma a quest'ultima non sempre viene mostrata una forza invincibile. In Tell No Tales, ad esempio, Marti abbraccia Joanna, che piange per aver perso il fidanzato Chris, e le ricorda come sia giusto accettare le proprie debolezze. Nella serie emergono anche le difficoltà connesse al ruolo di madre: infatti la relazione più complessa della serie è quella tra Marti e il figlio, la cui introversione fa vivere in apprensione la protagonista, spesso incapace di comprendere il suo reale stato d'animo. Questo rapporto, fonte di insicurezza per Marti, consente inoltre all'autrice di infrangere l'idealizzato stereotipo della "donna di colore forte" e al tempo stesso di assicurare alla protagonista, non infallibile, la simpatia del lettore.
Come notò uno scrittore del periodico Publishers Weekly in un commento a Dead Time «Bland si occupa di relazioni mutevoli con sensibilità e umorismo». In un sondaggio condotto sulle donne detective nella letteratura gialla, Maureen Reddy evidenziò come la tendenza delle autrici afroamericane fosse quella di creare detective fortemente legate alla propria famiglia. La stessa Bland affermò che «il contributo più importante che abbiamo dato, collettivamente, alla letteratura gialla è lo sviluppo della famiglia allargata; la permanenza dei coniugi e dei compagni, molti dei quali non muoiono nei primi tre capitoli; bambini complicati, desiderati e amati; e persino animali domestici».

## Fortuna critica
I racconti di Bland hanno ricevuto l'acclamazione della critica, e l'autrice stessa era consapevole della forte attrattiva esercitata dai suoi personaggi sui lettori. Ad essere apprezzati sono la sensibilità e l'umorismo con cui sono stati costruiti i rapporti tra i personaggi, ma al tempo stesso anche il sorprendente realismo che emerge nella distaccata descrizione di fatti e situazioni.
Stuart Miller ha apprezzato di Slow Burn gli accattivanti personaggi, l'andamento costante e in generale l'astuta strutturazione del testo. Miller definì Marti come uno dei personaggi più interessanti della letteratura poliziesca contemporanea, opinione condivisa da molti.  Nonostante un critico del Publishers Weekly abbia notato come le questioni sociali a volte oscurino la trama, molti altri hanno considerato il secondo romanzo più raffinato rispetto al primo, e ad essere lodate furono le sfumature emerse nella rappresentazione della vita personale e professionale di MacAlister. Allo stesso modo, i romanzi successivi ottennero il plauso nelle recensioni di alcuni periodici come Booklist, Publishers Weekly, Library Journal e la sezione di recensione Book World del quotidiano statunitense The Washington Post: furono elogiati la trama ben costruita, il ritratto delle contraddizioni della società contemporanea, ma soprattutto la caratterizzazione del personaggio di Marti. Non mancano però critiche alla protagonista, da alcuni considerata eccessivamente "perfetta", e spesso non sono stati apprezzati anche i continui salti dal punto di vista di un personaggio a quello di un altro.
La serie fu particolarmente apprezzata dal grande pubblico. L'autrice non trascurò il rapporto con i suoi lettori, che spesso la contattavano via email per conoscere i successivi sviluppi della trama e cosa sarebbe successo ai personaggi, primari o secondari. Alla scrittrice piaceva parlare ai suoi lettori: intrattenne parecchie corrispondenze con i fan e a volte usò persino i suggerimenti da questi proposti.

## Opere

### Serie di Marti MacAlister
- 1992, Dead Time, New York, St. Martin's Press
- 1993, Slow Burn, New York, St. Martin's Press
- 1994, Gone Quiet, New York, St. Martin's Press
- 1995, Done Wrong, New York, St. Martin's Press
- 1996, Keep Still, New York, St. Martin's Press
- 1998, See No Evil, New York, St. Martin's Press
- 1999, Tell No Tales, New York, St. Martin's Press
- 2000, Scream in Silence, New York, Thomas Dunne Books
- 2001, Whispers in the Dark, New York, St. Martin's Press
- 2002, Windy City Dying,New York, Minotaur Books, St. Martin's Press
- 2003, Fatal Remains, New York, Minotaur Books, St. Martin's Press

- 2004, A Cold and Silent Dying, New York, Minotaur Books, St. Martin's Press
- 2005, A Dark and Deadly Deception, New York, Minotaur Books, St. Martin's Press
- 2007, Suddenly a Stranger, New York, Minotaur Books, St. Martin's Press

### Collaborazioni (antologie)
- Anthony Arnell Bland, Shades of Black: Crime and Mystery Stories by African American Authors, 2004
- Ed Gorman, The World’s Finest Mystery and Crime Stories, Forge Books, 2000
- Mary Higgins Clark, The Night Awakens, Simon and Schuster, 2000
- Sharon McCrumb, Malice Domestic 7, Avon, 1998
- Sarah Paretsky, Women on the Case, Dell, 1997
- Carolyn Wheat, Murder on Route 66, Berkley, 1999
- Paula A. Woods, Spooks, Spies, and Private Eyes, Main Street Books, 1996